# Ponte de Pria
Il Ponte de Pria (Ponte di Pietra) è un ponte sul Botteniga che collega viale Frà Giocondo a viale Burchiellati, a Treviso.
Massiccia costruzione a schiena d'asino, sotto le sue sette basse arcate il Botteniga entra in città per dividersi in tre rami: Cagnan Grando, canale dei Buranelli e Roggia. Disegnato forse da fra' Giovanni Giocondo, l'ideatore del sistema difensivo rinascimentale (1509-11), fu ricostruito al tempo della podesteria di Priamo Legio (1521).